# 60-tals Party På Begäran
60-tals party På Begäran är ett album från 1993 av det svenska dansbandet Shanes.

## Låtlista
1. Jag kommer hem = Goodbye rolling stone / T. Norell, Oson, A. Bard, K. Almgren, L. Grahn
2. Breaking up is hard to do / N. Sedaka, H. Greenfield
3. Twisting the night away / S. Cooke
4. Ja, jag kan = I can jive / C. Högberg, D. Lawton, K. Almgren
5. Dansa i ett månsken = Kissing in the moonlight / T. Norell, Oson, A. Bard, L. Grahn, A. Engström
6. Chris craft no 9 / K. Sundqvist
7. Vandrar i ett regn / P. Rogefeldt
8. Can I trust you = Io ti daro di piu / M. Remigi, P. Vance
9. It's now or never = O sole mio / E. Di Capua, A. Schroeder, W. Gold
10. Vem får följa dig hem = Who's gonna follow you home / T. Norell, Oson, A. Bard, K. Almgren
11. Hi-lili, hi-lo / B. Kaper, H. Deutsch
12. Rötter / L. Tennander
13. Love grows (where my Rosemary goes) / T. MacAuley, B. Mason
14. King Creole / J. Leiber, M. Stoller
15. Natten kommer nu / C.-H. Kindbom, L. Johansson
16. The birds and the bees / H. Newman, B. Stuart
17. Let's medley:

- Let's twist again / K. Mann, D. Appell ;
- C'mon let's go / R. Valens ;
- Let's have a party / J.M. Robinson ;
- Let's dance / J. Lee

'18. Jeannie = Jeannie's coming back / T. Norell, Oson, A. Bard, K. Almgren